# Jéroboam Ier
Pour les articles homonymes, voir Jéroboam.
Jéroboam Ier (hébreu : יָרָבְעָם) est un personnage du Premier Livre des Rois, qui fait partie de la Bible. Fils de Nebath de la tribu d'Éphraïm, c'est le fondateur du royaume d'Israël du nord et le premier roi d'Israël de -931 à -910, après le schisme politique et religieux qu'il a provoqué.

## Sujet rebelle de Salomon
Jéroboam sert comme officier pour le roi Salomon. Le prophète Achija de Silo lui annonce qu'après la mort de Salomon, le Dieu d'Israël lui donnera dix tribus à gouverner, et n'en laissera que deux à Roboam, le fils de Salomon (I Rois, XI, 29). Jéroboam s'enfuit en Égypte à la suite d'une tentative de Salomon de l'exécuter. Il demeure caché auprès du pharaon Sésac (ou Scheschouq) jusqu'à la mort de Salomon.

## Règne
Le jour où Roboam se rend à la cité de Sichem pour se faire proclamer roi et succéder à son père, Jéroboam le rejoint avec le peuple d'Israël et demande au nouveau roi d'être moins dur que son père. Après trois jours de délibération, Roboam refuse et déclare qu'il sera plus sévère encore.
Alors dix tribus d'Israël se révoltent contre Roboam et sacrent Jéroboam nouveau roi d'Israël. Les deux tribus restantes, la tribu de Juda et la tribu de Benjamin, restent fidèles à Roboam et constituent ce que l'on appelle le royaume de Juda. Jéroboam choisit pour son nouveau royaume deux capitales, Sichem et Phanuel.
Un schisme religieux s'ajoute à ce schisme politique. Le principal lieu de culte des sujets de Jéroboam étant resté à Jérusalem, la capitale du royaume de Juda, Jéroboam fait ériger à Dan et Béthel, aux deux extrémités de son royaume, des veaux d'or, qu'il fait mettre en place en tant que représentation idolâtrique de la divinité.
Craignant que son peuple ne migre vers le sud, Jéroboam organise un nouveau sacerdoce et enjoint à la population de ne plus aller au culte au temple de Salomon, mais plutôt de se convertir à l'idolâtrie et d'apporter des offrandes aux sanctuaires qu'il vient d'ériger, renforçant ainsi l'indépendance politique du royaume d’Israël vis-à-vis de Jérusalem, du Temple et des prêtres. Cette politique sera ensuite suivie par presque tous les rois d’Israël. 
Un jour, alors que Jéroboam brûle des offrandes sur l'autel de Béthel, le prophète Ahia lui annonce que pour sa punition, Dieu ne laissera pas le royaume d'Israël à sa postérité et que Josias, futur roi de Juda, éradiquera ce culte des idoles. Jéroboam continue jusqu'à sa mort malgré cet avertissement. Son fils Nadab lui succède.

## Galerie

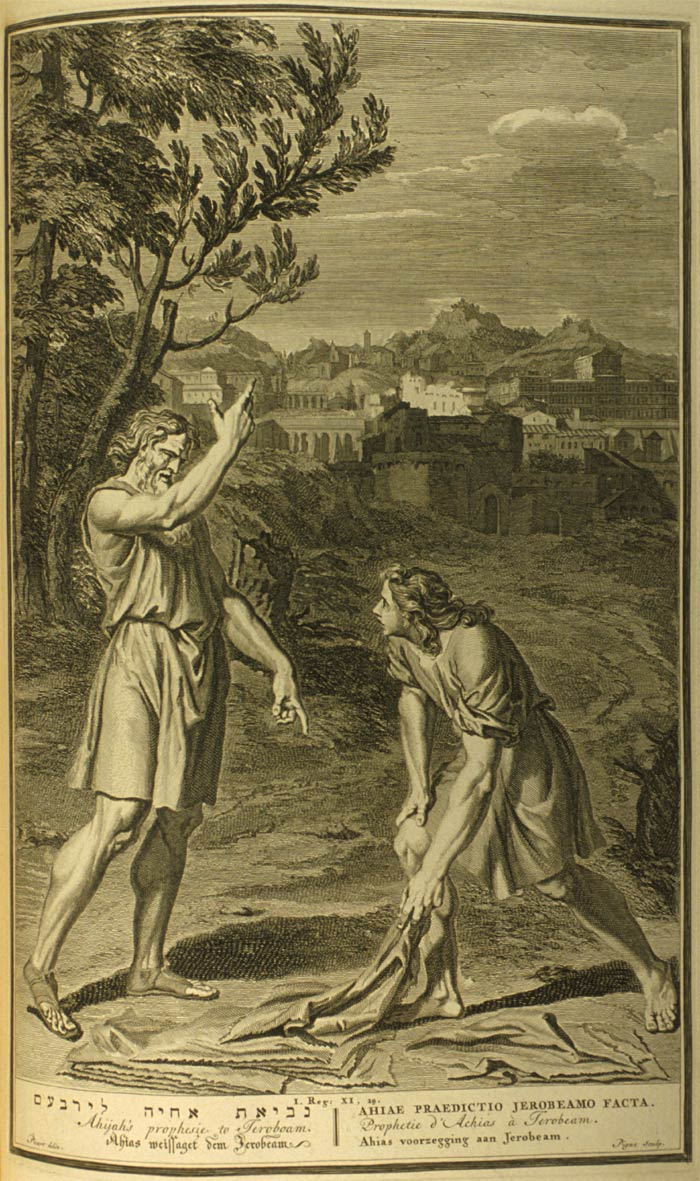
La prophétie d'Achija de Silo à Jéroboam, illustrée par Gerard Hoet (1728)
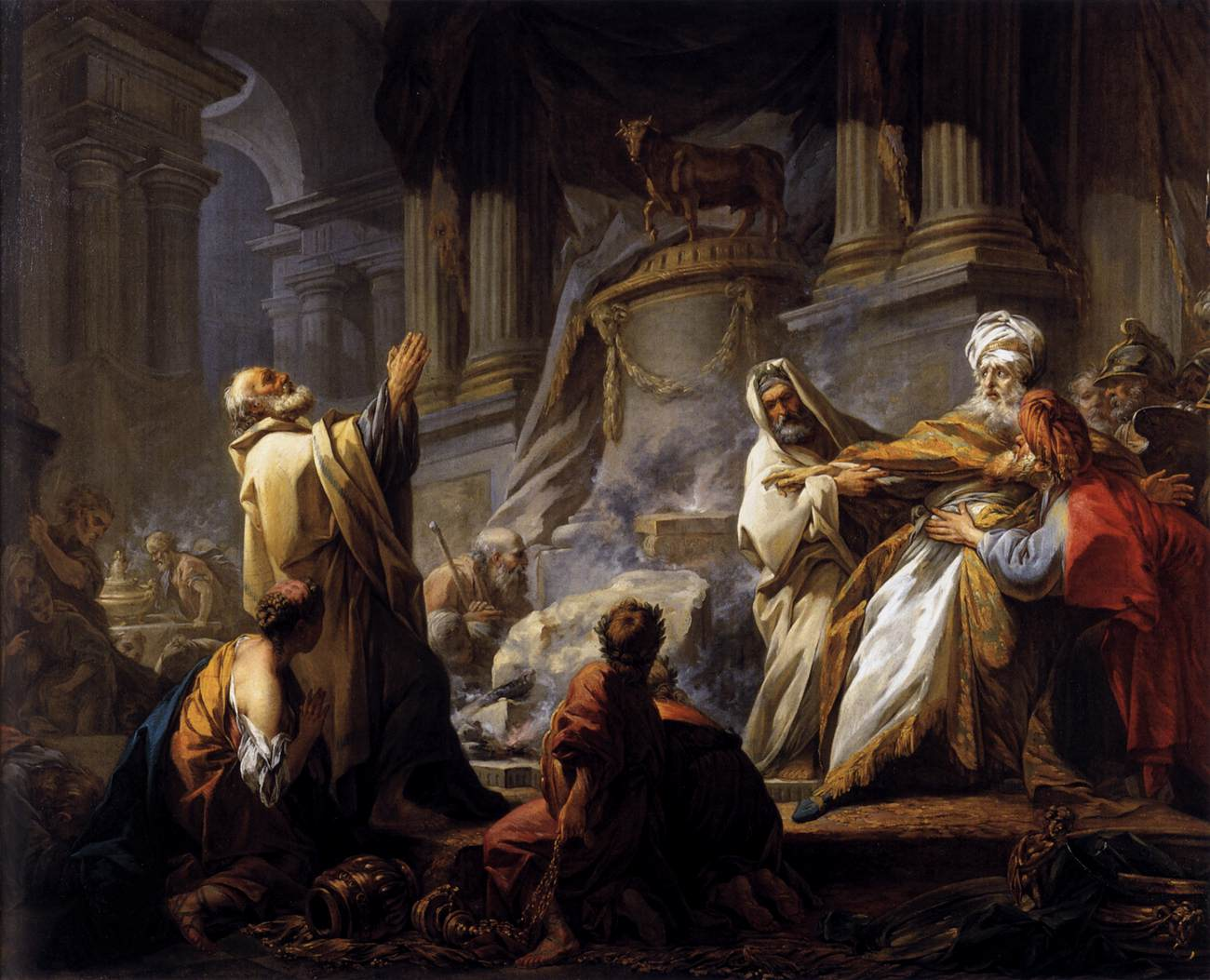
Jéroboam sacrifiant aux idoles, peint par Jean-Honoré Fragonard (1752)